# Секон, Жан-Луи
Жан-Луи Секон (фр. Jean-Louis Seconds; 1742—1819) — французский политик, чиновник, философ, публицист.
До 1789 года служил на должности инспектора вод и лесов в Родезе. После Великой Французской революции был избран временным депутатом провинциальной ассамблеи, затем был членом Конвента, в котором голосовал за казнь короля Людовика XVI; являлся крайним монтаньяром. Затем был назначен комиссаром при администрации родного департамента. Умер в Париже.
Был фактическим основателем сенситизма — одного из направлений сенсуализма, которому посвятил большую работу. Известные труды его авторства: «Essai sur les droits de l’homme» (1789), «De l’art social ou des vrais principes de la société politique» (1792), «Le sensitisme» (1815).